# 다카마쓰노미야 노부히토 친왕
다카마쓰노미야 노부히토 친왕(일본어: 高松宮宣仁親王, 1905년 1월 3일 ~ 1987년 2월 3일)은 일본의 황족이다. 다이쇼 천황과 데이메이 황후 사이의 세 번째 아들로, 쇼와 천황과 지치부노미야 야스히토의 동생이며, 아키히토의 숙부이다. 노부히토의 어린 시절의 궁호는 데루노미야(光宮)였으며, 오시루시는 어린 매화였다.
일본 제국 해군에서 대령으로 복무했지만, 태평양 전쟁이 일어났을 때는 평화론을 주장했으며 요나이 미쓰마사, 요시다 시게루 등 뜻이 같은 사람들과 화평파를 만들었다. 그런 한편으로 다카기 소키치 등과 함께 도조 히데키의 암살을 추진했다. 때문에 전쟁을 계속하려는 쇼와 천황과 갈등하였으며, 전쟁이 끝난 뒤 쇼와 천황에게 퇴위를 요구하기도 했다. 세습친왕가 중 하나였던 아리스가와노미야(有栖川宮)의 가독을 이었지만, 1930년에 결혼한 도쿠가와 요시노부 공작가 출신의 기쿠코와의 사이에서 자식을 남기지 못했기 때문에 노부히토가 죽은 뒤 아리스가와노미야의 대는 끊겼다.

## 같이 보기
- 다카마쓰노미야 전하기념 세계문화상